# نيكولا أنطوان
نيكولا أنطوان (بالفرنسية: Nicolas Antoine)‏ هو قس فرنسي، ولد في 1602 في Briey ‏ في فرنسا، وتوفي في 20 أبريل 1632 في جنيف في سويسرا بسبب إعدام حرقا.